# Раду V Афумати
Раду V Афумацкий (рум. Radu V de la Afumaţi; ум. 2 января 1529) — господарь Валахии из династии Басарабов-Дракулешти (1522—1523, 1524, 1524—1525, 1525—1529). Сын валашского господаря Раду IV Великого.

## Биография
В декабре 1522 года после гибели валашского господаря Тедоша (Феодосия) Крайовеску Раду V Афумацкий стал новым господарем Валахии. Поднял вооруженную борьбу против турецкого владычества. В течение четырёх лет (1521—1525) Раду сражался с турками в Губави, Штефенах, Клежанах, Чокэнештах, Бухаресте, Грумази и других местах. В апреле 1523 года потерял господарский престол, который захватил Владислав III, пользовавшийся поддержкой Порты. В январе — июне 1524 года Раду Афумацкий вторично занимал господарский трон, который вторично занял турецкий ставленник Владислав III. В сентябре 1524 года Раду в третий раз занял валашский престол, который смог удержать до апреля 1525 года. В августе 1525 года Раду в четвертый раз вернулся на господарский престол, который удерживал до своей смерти. В том же 1525 году по требованию валашского боярства во главе с Крайовеску господарь Раду V Афумацкий вынужден был подчиниться Османской империи и согласился выплачивать ежегодную дань.
В 1526 году женился на Руксанде, дочери валашского господаря Нягое Басараба и Милицы Деспиной, заручившись поддержкой могущественного боярского рода Крайовеску.
Валашский господарь Раду V Афумацкий поддерживал хорошие отношения с Венгрией, поставляя в Буду сведения о передвижениях турецких войск. После гибели венгерского короля Лайоша в битве с турками при Мохаче (1526 г.) Раду V Афумацкий стал ориентироваться в своей политике на трансильванского воеводу Яноша Запольяи, а затем перешел на сторону нового короля Венгрии Фердинанда Габсбурга.
2 января 1529 года валашский господарь Раду V Афумацкий был убит собственными боярами.